# Османович, Ферида

Ферида Османович (босн. Ferida Osmanović; ум. июль 1995, окрестности Тузлы) — боснийская женщина, покончившая с собой после убийства её мужа во время расправ над жителями Сребреницы. Фотография повесившейся от отчаяния Фериды приобрела мировую известность, в том числе повлияв на общественное мнение о Боснийской войне в США.
Альберт Гор, тогдашний вице-президент США, начал активную деятельность по ответной реакции на резню в Сребренице после того, как его 21-летняя дочь, увидев эту фотографию в газете, поинтересовалась у него, как такое вообще возможно. Гор обратился с тем же вопросом к Биллу Клинтону, президенту США, также посетовав на бездействие и допущение миром трагедии в Сребренице.
Фотография Фериды Османович была опубликована на первых полосах газет по всему миру вскоре после 11 июля 1995 года. У неё осталось двое детей: Дамир и Фатима. Её семья жила в посёлке Езеро, в 30 км к юго-востоку от Сребреницы и в 5 км от границы с Сербией. Её муж, Сельман, работал на мебельной фабрике. Езеро из-за близости с Сербией одним из первых подвергся этнической чистке, проводимой сербскими паравоенными формированиями в апреле 1992 года. Они убили двух человек из семьи Фериды и сожгли их дом, семья бежала в Сребреницу, переполненную к тому времени беженцами, спасавшимися от наступавших сербских войск. Им повезло по сравнению с другими, так как двоюродный брат Фериды до этого покинул Сребреницу, оставив свой дом родственникам. 
11 июля 1995 года сербские формирования во главе с Младичем атаковали Сребреницу и заняли её не встретив значительного сопротивления. Сельман был отделён сербами от своей семьи и вскоре убит, Ферида с двумя детьми была вывезена в Тузлу. Однажды ночью Ферида покинула лагерь беженцев, а на следующее утро была обнаружена повесившейся на дереве в лесу у аэродрома. Она не была первоначально идентифицирована, две её посмертные фотографии были сделаны внештатным фотографом «Ассошиэйтед Пресс» Дарко Бандичем. Ферида была похоронена в безымянной могиле и опознана своими детьми по изображению лишь спустя полгода. Для самого Бандича его фотография ничем не выбивалась из ряда многочисленных ужасов, свидетелем которых ему приходилось быть.